# Faith Alupo
Faith Alupo (Kampala, 9 de octubre de 1983-Kampala, 15 de septiembre de 2020) fue una política ugandesa miembro del Parlamento, en representación del distrito de Pallisa desde junio de 2018.

## Biografía
Alupo fue declarada y confirmada como la nueva diputada del distrito de Pallisa bajo el partido gobernante Movimiento de Resistencia Nacional después de que Achola Catherine Osupelem, la candidata parlamentaria del Foro para el Cambio Democrático (FDC) por el distrito de Pallisa fuera descalificada por la comisión electoral de la contienda, por usar nombres de nominación que no coincidían con los de su calificación académica. Así lo comunicó en una carta fechada y firmada el 14 de julio por el juez Simon Byamukama.

### Formación académica
Alupo estaba casada y tenía experiencia profesional en trabajo social. En 1997, completó sus exámenes finales de primaria en la escuela primaria de niñas de Pallisa. En 2001, Alupo obtuvo su Certificado de Educación de Uganda en Pal and Lisa College. En 2003, obtuvo el Certificado Avanzado de Uganda en MM College Wairaka. Completó su Licenciatura en Trabajo Social y Administración Social en Uganda Christian University, Mukono en 2007. Después de cuatro años (en 2011), Faith se unió al Law Development Center, Kampala y obtuvo el Certificado en Derecho.

### Carrera profesional
Entre 2007 y 2008, comenzó su primer trabajo como trabajadora de campo en la Oficina de Libertad Condicional de la División de Makindye . De 2008 a 2009, trabajó como entrevistadora de campo en la Oficina de Estadísticas de Uganda. De 2010 a 2011,  trabajó como Oficial de Elecciones en la Comisión Electoral (Pallisa). Fuemiembro del Parlamento de Uganda (2018-2020).

## Fallecimiento
Falleció a los 37 años en el hospital de Mulago en Kampala. Joseph Ongom, un pariente de la legisladora, dijo que ella había estado recibiendo tratamiento en dicho hospital para controlar la presión arterial y la diabetes. Falleció a causa de la enfermedad COVID-19, fue el primer miembro del Parlamento en fallecer a consecuencia de la pandemia.